# Marmorosphax montana
Marmorosphax montana — вид сцинкоподібних ящірок родини сцинкових (Scincidae). Ендемік Нової Каледонії. 

## Поширення і екологія
Marmorosphax montana в горах Центрального хребта на території Південної провінції Нової Каледонії. Вони живуть у вологих гірських тропічних лісах, на висоті від 900 до 1100 м над рівнем моря. Є живородними.

## Збереження
МСОП класифікує цей вид як такий, що перебуває під загрозою зникнення. Marmorosphax montana загрожує знищення природного середовища та хижацтво з боку інтродукованих щурів.